# Franco Girolami
Franco Girolami (Isla Verde, Provincia de Córdoba, 14 de febrero de 1992) es un piloto argentino de automovilismo. Compitió en diferentes campeonatos del automovilismo argentino, teniendo su debut en karting en 1997, y también europeo. Fue campeón de Fórmula Renault Plus en 2011, de TC2000 (segunda divisional del Súper TC2000) en 2012, de Top Race V6 en 2018, de TCR Europe en 2022 y 2024 y de TCR Italy en 2023.

## Carrera deportiva
En karts, compitió entre los años 1997 y 2007, obteniendo un gran palmarés en la especialidad. En ese 2007, debutó en el automovilismo al competir en la Fórmula Renault Plus, llegando a obtener una victoria en su temporada debut. Debutó en la Fórmula Renault Argentina (FRA) en 2008, participando primeramente con motorizaciones Renault 1.6 y más tarde (con el cambio reglamentario), con motorización 2.0. En esta última etapa de la FRA, Girolami obtendría el subcampeonato de la especialidad, recibiendo la correspondiente habilitación para competir en el Turismo Competición 2000. En paralelo a ello, Girolami continuaría su carrera dentro de la Fórmula Renault Plus obteniendo el campeonato 2011, siendo este el primer título de su palmarés.
Su debut en competiciones de automóviles de turismo tuvo lugar en 2009 en la categoría Top Race Junior, donde compitió a bordo de un Chevrolet Vectra II, cosechando 5 puntos en el torneo. En 2011 volvería a competir en esta categoría a bordo de un Fiat Linea, corriendo solo una competencia. Este mismo año se produciría su debut en el TC Mouras, donde compitió a bordo de un Ford Falcon. En 2012 se consagró campeón del «joven» TC 2000. Al comienzo de la temporada fue contratado por el equipo Pro Rally Team donde piloteó una unidad Honda Civic VIII con la cual obtuvo la victoria el día de su debut. Sin embargo, tras cuatro carreras decidió cambiar de equipo, pasándose al Pro Racing, donde piloteó un Fiat Linea con el cual se consagró campeón de la categoría tras obtener cinco victorias, cuatro de ellas de forma consecutiva. La obtención de este título le abriría las puertas a su debut en el Súper TC 2000, donde competiría como piloto oficial de la marca Chevrolet.
Tras su participación en esta divisional, abandonaría la práctica deportiva en forma momentánea, teniendo esporádicas apariciones en la categoría Top Race V6, consolidándose poco a poco, hasta su consagración definitiva, ocurrida en 2018, donde se proclamó campeón de la categoría al comando de una unidad Mitsubishi Lancer GT.
En 2020, compitió por primera vez fuera de Argentina en el TCR Europe Touring Car Series. Al año siguiente, logró el subcampeonato conduciendo un Honda Civic Type R TCR del equipo PSS. Mientras que en 2022, fue campeón europeo con un Audi RS 3 LMS TCR del equipo Comtoyou Racing. Obtuvo un total de cuatro victorias a lo largo de la temporada, y ganó el título sobre su compañero Tom Coronel.
En 2023, Girolami siguió su carrera en Europa, pero no pudo continuar en el campeonato europeo y, por lo tanto, compitió en el campeonato italiano con el equipo Aikoa Racing. Ganó el campeonato con dos victorias en 12 carreras.
Al año siguiente, volvió el europeo para ser nuevamente campeón. Compitió con un Cupra León VZ TCR del Monlau Motorsport y logró vencer con cuatro victorias, delante del francés Aurélien Comte.

## Vida personal
Franco a su vez es el hermano menor del también piloto Néstor Girolami, bicampeón de Súper TC2000 (2014-2015) y piloto de destaca trayectoria internacional en turismos.

## Resumen de carrera
| Temporada | Categoría                              | Equipo                                   | Carreras | Victorias | Poles | VR | Podios | Puntos | Pos. |
| --------- | -------------------------------------- | ---------------------------------------- | -------- | --------- | ----- | -- | ------ | ------ | ---- |
| 2008      | Fórmula 4 Argentina                    | s/d                                      | 3        | 0         | 0     | 0  | 0      | 13     | 16.º |
| 2008      | Fórmula Renault Argentina              | Litoral Group                            | 2        | 0         | 0     | 0  | 0      | 2      | 35.º |
| 2009      | Fórmula Renault Argentina              | Damiano FB MS                            | 12       | 0         | 0     | 0  | 0      | 25     | 14.º |
| 2009      | Top Race Junior                        | Crespi Competición                       | 1        | 0         | 0     | 0  | 0      | 5      | 36.º |
| 2010      | Fórmula Renault Argentina              | Gastón Dammiano Motorsport               | 11       | 2         | 1     | 0  | 5      | 117    | 4.º  |
| 2011      | TC Mouras                              | Savino Sport                             | 2        | 0         | 0     | 0  | 0      | 14,75  | 35.º |
| 2011      | Top Race Series                        | Fiat Linea Competizione                  | 1        | 0         | 0     | 0  | 0      | -      | NC   |
| 2011      | Fórmula Renault Plus                   | HRC Pro Team                             | 9        | 4         | 6     | 2  | 6      | 163    | 1.º  |
| 2011      | Fórmula Renault Argentina              | HRC Pro Team                             | 12       | 2         | 2     | 2  | 5      | 145    | 2.º  |
| 2012      | TC 2000                                | Pro Rally Pro Racing                     | 10       | 6         | 7     | 4  | 8      | 219    | 1.º  |
| 2012      | TC Mouras                              | MG Racing                                | 2        | 0         | 0     | 1  | 0      | 17     | 35.º |
| 2013      | Súper TC 2000                          | Equipo YPF Chevrolet                     | 12       | 0         | 0     | 1  | 0      | 51     | 17.º |
| 2013      | TC Pista                               | JC Competición                           | 7        | 0         | 0     | 0  | 0      | 92,5   | 38.º |
| 2014      | Fórmula Renault Plus                   | Barovero Racing Team                     | 2        | 0         | 2     | 1  | 1      | 27     | 27.º |
| 2014      | Top Race V6                            | ABH Sport                                | 2        | 0         | 0     | 0  | 0      | 11     | 26.º |
| 2014      | TC Pista                               | JC Competición                           | 2        | 0         | 0     | 0  | 0      | 12,5   | 40.º |
| 2015      | Súper TC 2000                          | Toyota Team Argentina                    | 1        | 0         | 0     | 0  | 0      | -      | -    |
| 2015      | Top Race V6                            | Mitsubishi GF Racing                     | 13       | 1         | 0     | 0  | 2      | 74     | 16.º |
| 2016      | Top Race V6                            | Mitsubishi GF Racing                     | 16       | 4         | 1     | 1  | 4      | 113    | 4.º  |
| 2016      | TC 2000                                | Escudería Río de la Plata                | 1        | 0         | 0     | 0  | 0      | -      | -    |
| 2016      | Súper TC 2000                          | Toyota Team Argentina                    | 1        | 0         | 0     | 0  | 0      | -      | -    |
| 2017      | Top Race V6                            | Mitsubishi 3M Racing                     | 15       | 1         | 1     | 3  | 6      | 117    | 6.º  |
| 2017      | Súper TC 2000                          | Team Peugeot Total Argentina             | 1        | 0         | 0     | 0  | 0      | -      | -    |
| 2018      | Súper TC 2000                          | Team Peugeot Total Argentina             | 1        | 0         | 0     | 0  | 0      | -      | -    |
| 2018      | TC 2000                                | Escudería Fela                           | 1        | 0         | 0     | 0  | 0      | -      | -    |
| 2018      | Stock Car Brasil                       | Cavaleiro Sports                         | 1        | 0         | 0     | 0  | 0      | -      | -    |
| 2018      | Top Race V6                            | 3M Top Race Team                         | 13       | 3         | 2     | 1  | 7      | 169    | 1.º  |
| 2019      | Súper TC 2000                          | Chevrolet YPF                            | 3        | 0         | 0     | 0  | 0      | 3      | 19.º |
| 2019      | Top Race V6                            | GF Racing                                | 16       | 5         | 5     | 4  | 9      | 277    | 2.º  |
| 2020      | Súper TC 2000                          | Fiat Racing Team STC2000                 | 11       | 0         | 0     | 0  | 0      | 0      | 18.º |
| 2020      | Top Race V6                            | Azar Motorsport                          | 10       | 2         | 2     | 1  | 6      | 154    | 3.º  |
| 2020      | TCR Europe Touring Car Series          | PSS Racing Team                          | 2        | 0         | 0     | 0  | 0      | 3      | 31.º |
| 2020      | Campeonato Italiano de Turismos TCR    | MM Motorsport                            | 4        | 0         | 0     | 0  | 1      | 30     | 17.º |
| 2021      | TCR Europe Touring Car Series          | PSS Racing Team                          | 14       | 2         | 1     | 1  | 5      | 353    | 2.º  |
| 2021      | Campeonato Italiano de Turismos TCR    | MM Motorsport                            | 2        | 1         | 1     | 0  | 1      | -      | -    |
| 2022      | TCR Europe Touring Car Series          | Audi Sport Team Comtoyou PSS             | 13       | 4         | 1     | 4  | 9      | 431    | 1.º  |
| 2022      | Copa Mundial de Turismos               | Comtoyou Racing/Comtoyou Team Audi Sport | 4        | 0         | 0     | 0  | 0      | 16     | 18.º |
| 2022      | GT World Challenge Europe - Silver Cup | Madpanda Motorsport                      | 1        | 0         | 0     | 0  | 0      | 0      | NC   |
| 2022      | Stock Car Pro Series                   | Cavaleiro Sports                         | 1        | 0         | 0     | 0  | 0      | 0      | NC   |
| 2023      | Campeonato Italiano de Turismos TCR    | Aikoa Racing                             | 12       | 2         | 0     | 2  | 9      | 427    | 1.º  |
| 2024      | TCR Europe Touring Car Series          | Monlau Motorsport                        | 12       | 4         | 3     | 6  | 7      | 395    | 1.º  |
| Fuente:   |                                        |                                          |          |           |       |    |        |        |      |

## Resultados

### TC 2000
| Año  | Equipo                    | Auto             | 1    | 2    | 3     | 4     | 5    | 6    | 7   | 8   | 9   | 10  | 11  | 12   | 13    | 14    | 15     | 16     | 17    | 18    | 19  | 20  | 21  | 22  | 23  | Res. | Puntos |
| ---- | ------------------------- | ---------------- | ---- | ---- | ----- | ----- | ---- | ---- | --- | --- | --- | --- | --- | ---- | ----- | ----- | ------ | ------ | ----- | ----- | --- | --- | --- | --- | --- | ---- | ------ |
| 2012 |                           |                  | ROS  | SJU  | GR    | OBE   | RAF  | SMM  | RC  | SFE | SAL | PDF |     |      |       |       |        |        |       |       |     |     |     |     |     | 1°   | 219    |
| 2012 | Pro Rally                 | Honda Civic VIII | 1    | 2    | Ret   |       |      |      |     |     |     |     |     |      |       |       |        |        |       |       |     |     |     |     |     | 1°   | 219    |
| 2012 | Pro Racing                | Fiat Linea       |      |      |       | 1     | 1    | 1    | 1   | 5   | 1   | 2   |     |      |       |       |        |        |       |       |     |     |     |     |     | 1°   | 219    |
| 2016 |                           |                  | SMM  | SMM  | CON I | CON I | BA I | BA I | SJO | SJO | LP  | LP  | CDU | CDU  | BA II | BA II | CON II | CON II | RAF   | RAF   | AG  | RC  | RC  | PAR | PAR | -    | -      |
| 2016 | Escudería Río de la Plata | Toyota Corolla X |      |      |       |       |      |      |     |     |     |     |     |      |       |       |        |        |       |       | Ret |     |     |     |     | -    | -      |
| 2018 |                           |                  | AG I | AG I | CDU   | CDU   | CON  | CON  | RC  | RC  | BA  | LP  | LP  | SL I | SL I  | AG II | SMM    | SMM    | SL II | SL II | ROS | ROS | PAR | PAR |     | -    | -      |
| 2018 | Escudería Fela            | Ford Focus III   |      |      |       |       |      |      |     |     |     |     |     |      |       | 7     |        |        |       |       |     |     |     |     |     | -    | -      |

### Súper TC 2000
| Año  | Equipo                       | Auto               | 1    | 2    | 3     | 4     | 5    | 6    | 7     | 8     | 9      | 10     | 11    | 12    | 13    | 14    | 15  | 16  | 17   | 18   | 19    | Res. | Puntos |
| ---- | ---------------------------- | ------------------ | ---- | ---- | ----- | ----- | ---- | ---- | ----- | ----- | ------ | ------ | ----- | ----- | ----- | ----- | --- | --- | ---- | ---- | ----- | ---- | ------ |
| 2013 |                              |                    | BA   | ROS  | SJU   | TOA   | AG   | TRH  | JUN   | SFE   | GR     | LP     | SMM   | PDF   |       |       |     |     |      |      |       | 17°  | 51     |
| 2013 | Equipo YPF Chevrolet         | Chevrolet Cruze I  | Ex.  | 15   | 11    | 14    | 21†  | 5    | 11    | 8     | Ex.    | 9      | 11    | 13    |       |       |     |     |      |      |       | 17°  | 51     |
| 2015 |                              |                    | JUN  | ROS  | OBE   | TRH   | RAF  | SL I | SFE   | SFE   | TOA    | GR     | SMM   | AG    | SL II |       |     |     |      |      |       | -    | -      |
| 2015 | Toyota Team Argentina        | Toyota Corolla XI  |      |      |       |       |      |      |       |       | Ret    |        |       |       |       |       |     |     |      |      |       | -    | -      |
| 2016 |                              |                    | TRE  | ROS  | SMM   | AG I  | TRH  | OBE  | BA    | SFE   | SFE    | TOA    | SJU   | GR    | GR    | AG II |     |     |      |      |       | -    | -      |
| 2016 | Toyota Team Argentina        | Toyota Corolla XI  |      |      |       |       |      |      | 10    |       |        |        |       |       |       |       |     |     |      |      |       | -    | -      |
| 2017 |                              |                    | BA I | PDF  | SMM   | ROS   | ROS  | TRH  | RAF   | OBE   | SFE    | SFE    | BA II | SJU   | GR    | AG    |     |     |      |      |       | -    | -      |
| 2017 | Team Peugeot Total Argentina | Peugeot 408 I      |      |      |       |       |      |      |       |       |        |        | 4     |       |       |       |     |     |      |      |       | -    | -      |
| 2018 |                              |                    | BA I | ROS  | ROS   | SMM   | PDF  | RAF  | SJU   | OBE   | SFE    | SFE    | TRH   | SNI   | BA II | AG    |     |     |      |      |       | -    | -      |
| 2018 | Team Peugeot Total Argentina | Peugeot 408 I      |      |      |       |       |      |      |       |       |        |        |       |       | Ret   |       |     |     |      |      |       | -    | -      |
| 2019 |                              |                    | AG   | GR   | VIL   | ROS   | PAR  | SAL  | SNI   | SJU   | SMM    | SMM    | BA    | RC    | CEN   |       |     |     |      |      |       | 19°  | 3      |
| 2019 | Chevrolet YPF                | Chevrolet Cruze II |      |      |       |       |      |      |       |       | 8      | 18†    | Ret   |       |       |       |     |     |      |      |       | 19°  | 3      |
| 2020 |                              |                    | BA I | BA I | BA II | BA II | AG I | AG I | AG II | AG II | BA III | BA III | BA IV | BA IV | RC    | RC    | PAR | PAR | BA V | BA V | BA VI | 18.º | 14     |
| 2020 | Fiat Racing Team STC2000     | Fiat Cronos        | 9    | Ret  | 18†   | 9     | 15   | Ex.  |       |       | 14     | Ret    | 9     | 10    | 4     | 6     |     |     |      |      |       | 18.º | 14     |

### Top Race
| Temporada | Categoría       | Vehículo             | Equipo                  | Posición final     |
| --------- | --------------- | -------------------- | ----------------------- | ------------------ |
| 2009      | Top Race Junior | Chevrolet Vectra II  | Crespi Competición      | 36º (5.00 puntos)  |
| 2011      | Top Race Junior | Fiat Linea           | Fiat Linea Competizione | 49.º (0 puntos)    |
| 2014      | Top Race V6     | Volkswagen Passat CC | ABH Sport               | 26º (11.00 puntos) |
| 2015      | Top Race V6     | Mitsubishi Lancer GT | Mitsubishi GF Racing    | 16º (74.00 puntos) |
| 2016      | Top Race V6     | Mitsubishi Lancer GT | Mitsubishi GF Racing    | 4º (113.00 puntos) |
| 2017      | Top Race V6     | Mitsubishi Lancer GT | Mitsubishi 3M Racing    | 6º (117.00 puntos) |
| 2018      | Top Race V6     | Mitsubishi Lancer GT | 3M Top Race Team        | 1º (169.00 puntos) |

### TCR Europe Touring Car Series
(Clave) (negrita indica pole position) (cursiva indica vuelta rápida)

| Año  | Equipo            | Auto                         | 1   | 2   | 3   | 4   | 5   | 6   | 7   | 8   | 9   | 10  | 11  | 12  | 13  | 14  | Pos. | Pts. |
| ---- | ----------------- | ---------------------------- | --- | --- | --- | --- | --- | --- | --- | --- | --- | --- | --- | --- | --- | --- | ---- | ---- |
| 2020 |                   |                              | LEC | LEC | ZOL | ZOL | MON | MON | BAR | BAR | SPA | SPA | JAR | JAR |     |     | 31°  | 3    |
| 2020 | PSS Racing Team   | Honda Civic Type-R TCR (FK7) |     |     |     |     |     |     |     |     |     |     | Ret | 14  |     |     | 31°  | 3    |
| 2021 |                   |                              | SVK | SVK | LEC | LEC | ZAN | ZAN | SPA | SPA | NUR | NUR | MON | MON | BAR | BAR | 2°   | 353  |
| 2021 | PSS Racing Team   | Honda Civic Type-R TCR (FK7) | 12  | 3   | 7   | 5   | 5   | 1   | 5   | 7   | 2   | 2   | 1   | 19  | 17  | 5   | 2°   | 353  |
| 2022 |                   |                              | POR | POR | LEC | LEC | SPA | SPA | NOR | NOR | NUR | NUR | MON | MON | BAR | BAR | 1°   | 431  |
| 2022 | Comtoyou Racing   | Audi RS3 LMS TCR (2021)      | 5   | 1   | 2   | 4   | 2   | 4   | 3   | 1   | 3   | C   | 12  | 1   | 3   | 1   | 1°   | 431  |
| 2024 |                   |                              | VLL | VLL | ZOL | ZOL | SAL | SAL | SPA | SPA | BRN | BRN | VAL | VAL |     |     | °    |      |
| 2024 | Monlau Motorsport | CUPRA León VZ TCR            | 1   | 2   | 4   | 3   | 4   | 3   | 4   | 6   |     |     |     |     |     |     | °    |      |

### Copa Mundial de Turismos
(Clave) (negrita indica pole position) (cursiva indica vuelta rápida)

| Año  | Equipo                   | Auto                    | 1   | 2   | 3   | 4   | 5   | 6   | 7   | 8   | 9   | 10  | 11  | 12  | 13  | 14  | 15  | 16  | 17  | 18  | Pos. | Pts. |
| ---- | ------------------------ | ----------------------- | --- | --- | --- | --- | --- | --- | --- | --- | --- | --- | --- | --- | --- | --- | --- | --- | --- | --- | ---- | ---- |
| 2022 |                          |                         | FRA | FRA | ALE | ALE | HUN | HUN | ESP | ESP | POR | POR | ITA | ITA | ALS | ALS | BAR | BAR | ARA | ARA | 18°  | 16   |
| 2022 | Comtoyou Racing          | Audi RS3 LMS TCR (2021) |     |     |     |     |     |     |     |     |     |     |     |     |     |     | 14  | 7   |     |     | 18°  | 16   |
| 2022 | Comtoyou Team Audi Sport | Audi RS3 LMS TCR (2021) |     |     |     |     |     |     |     |     |     |     |     |     |     |     |     |     | 4   | Ret | 18°  | 16   |

#### WTCR Trophy
| Año  | Equipo                   | Auto                    | 1   | 2   | 3   | 4   | 5   | 6   | 7   | 8   | 9   | 10  | 11  | 12  | 13  | 14  | 15  | 16  | 17  | 18  | Pos. | Pts. |
| ---- | ------------------------ | ----------------------- | --- | --- | --- | --- | --- | --- | --- | --- | --- | --- | --- | --- | --- | --- | --- | --- | --- | --- | ---- | ---- |
| 2022 |                          |                         | FRA | FRA | ALE | ALE | HUN | HUN | ESP | ESP | POR | POR | ITA | ITA | ALS | ALS | BAR | BAR | ARA | ARA | 5.º  | 8    |
| 2022 | Comtoyou Team Audi Sport | Audi RS3 LMS TCR (2021) |     |     |     |     |     |     |     |     |     |     |     |     |     |     |     |     | 2   | Ret | 5.º  | 8    |